# Волфганг фон Щолберг-Щолберг
Волфганг Георг фон Щолберг-Щолберг (на немски: Wolffgang Georg 2.Fürst zu Stolberg-Stolberg; * 15 април 1849, Щолберг, Харц; † 27 януари 1903, Ротлебероде, днес част от Сюдхарц) е 2. княз и граф на Щолберг-Щолберг, Кьонигщайн, Рошфор, Вернигероде и Хонщайн.

## Биография
Той е най-големият син на първия княз и граф Алфред фон Щолберг-Щолберг (1820 – 1903) и съпругата му принцеса Августа фон Валдек-Пирмонт (1824 – 1893), дъщеря на княз Георг Фридрих Хайнрих фон Валдек-Пирмонт (1789 – 1845) и принцеса Ема фон Анхалт-Бернбург-Шаумбург-Хойм (1802 – 1858).
Майка му Августа фон Валдек-Пирмонт е леля на Мария фон Валдек-Пирмонт (1857 – 1882), омъжена 1877 г. за по-късния крал Вилхелм II фон Вюртемберг (1848 – 1921), и на Емма фон Валдек-Пирмонт (1858 – 1934), омъжена 1879 г. в Аролзен за крал Вихелм III от Нидерландия (1817 – 1890).
Баща му Алфред фон Щолберг-Щолберг получава на 22 март 1893 г. от кайзер Вилхелм II титлата „княз и граф на Щолберг“.
Волфганг Георг фон Щолберг-Щолберг умира на 53 години на 27 януари 1903 г. в Ротлебероде, днес част от Сюдхарц, три дена след баща си.

## Фамилия
Волфганг Георг фон Щолберг-Щолберг се жени на 19 май 1897 г. в Меерхолц, Гелнхаузен, за графиня Ирмгард Текла фон Изенбург-Бюдинген-Меерхолц (* 11 юли 1868, Меерхолц; † 4 юли 1918, Нордхаузен), дъщеря на граф Карл Фридрих фон Изенбург-Бюдинген-Меерхолц (1819 – 1900) и принцеса Агнес фон Изенбург-Бюдинген-Бюдинген (1843 – 1912). Те имат две деца:
- Имагина Юлиана фон Щолберг-Щолберг (* 22 март 1901, Ротлебероде; † 17 юни 1982, Аролзен), неомъжена
- Волф-Хайнрих фон Щолберг-Щолберг (* 28 април 1903, Ротлебероде; † 2 януари 1972, Нойвид), 3. княз на Щолберг-Щолберг, женен на 22 януари 1933 г. в Щолберг за Ирма Ерферт (* 28 април 1910, Перлеберг; † 28 юни 1994, Нойвид)